# Guillaume de Schaumbourg-Lippe
Guillaume de Schaumbourg-Lippe (allemand : Prinz Wilhelm Karl August zu Schaumburg-Lippe; 12 décembre 1834 - 4 avril 1906) est membre de la Maison de Lippe.

## Famille
Guillaume est né à Bückeburg, de Schaumburg-Lippe, septième enfant et troisième fils de Georges-Guillaume de Schaumbourg-Lippe (1784-1860), (fils de Philippe II de Schaumbourg-Lippe et Julienne de Hesse-Philippsthal) et de son épouse, Ida de Waldeck-Pyrmont (1796-1869), (fille de Georges Ier de Waldeck-Pyrmont et de la princesse Augusta de Schwarzbourg-Sondershausen).

## Mariage et descendance
Guillaume épouse le 30 mai 1862 à Dessau la princesse Bathildis d'Anhalt-Dessau (1837-1902), fille du Frédéric-Auguste d'Anhalt-Dessau, et son épouse, la princesse Marie-Louise-Charlotte de Hesse-Cassel.
Ils ont huit enfants:
- Charlotte de Schaumburg-Lippe (10 octobre 1864 – 16 juillet 1946), mariée en 1886 à Guillaume II de Wurtemberg.
- François-Joseph de Schaumbourg-Lippe (8 octobre 1865 – 4 septembre 1881)
- Frédéric de Schaumbourg-Lippe (30 janvier 1868 – 12 décembre 1945), marié en 1896 à la princesse Louise de Danemark (1875–1906).
- Albert de Schaumbourg-Lippe (24 octobre 1869 – 25 décembre 1942), marié en 1897 à la duchesse Elsa de Wurtemberg.
- Maximilien de Schaumbourg-Lippe (13 mars 1871 – 1er avril 1904), marié en 1898 à la duchesse Olga de Wurtemberg.
- Bathildis de Schaumbourg-Lippe (21 mai 1873 – 6 avril 1962), mariée en 1895 à Frédéric de Waldeck-Pyrmont.
- Adélaïde de Schaumbourg-Lippe (22 septembre 1875 – 27 janvier 1971), mariée en 1898 à Ernest II de Saxe-Altenbourg, divorcée en 1920.
- Alexandra de Schaumbourg-Lippe (9 juin 1879 – 5 janvier 1949) prévue pour épouser le roi Alexandre Ier de Serbie, mais contre la volonté de ses parents, il a épousé la dame de compagnie de sa mère, Draga Mašin.

Lui et sa belle-fille, la princesse Louise de Danemark sont morts à cinq heures d'intervalle au château de Nachod, Bohême.